# Ruslan Zayerko
Ruslan Valeryevich Zayerko (tiếng Nga: Руслан Валерьевич Заерко; sinh ngày 27 tháng 6 năm 1993) là một tiền vệ bóng đá người Nga. Anh thi đấu cho FC Olimpiyets Nizhny Novgorod.

## Sự nghiệp câu lạc bộ
Anh có màn ra mắt tại Russian Second Division cho FC Strogino Moskva vào ngày 15 tháng 7 năm 2013 trong trận đấu với F.K. Torpedo Vladimir.